# Ah! Vous dirai-je, maman (film)
Ah! Vous dirai-je, Maman est un court métrage d’animation québécois réalisé par Francine Desbiens en 1986.

## Synopsis
Reposant sur l'animation en volume, de papiers découpés et de photographies, le film décrit le passage du temps dans une pièce subissant diverses transformations au fil des ans. Des objets du quotidien et des photos accrochées au mur sont la trace de l'existence de plusieurs générations de femmes et de mères. Le titre fait référence à la célèbre chanson enfantine connaissant différentes interprétations au cours du film.

## Fiche technique
- Titre original : Ah! Vous dirai-je, Maman
- Réalisation : Francine Desbiens
- Scenario : Marthe Blackburn
- Musique originale : Pierre F. Brault
- Montage sonore : Suzanne Allard
- Producteur : Yves Leduc
- Société de production : Office national du film du Canada
- Pays d'origine : Canada
- Durée : 13 min 31 s
- Langue originale : sans dialogue